# Gerard Jacobus Thierry
Gerard Jacobus Thierry (Leiden, 25 augustus 1880 – Amsterdam, 16 januari 1962) was een Nederlands hebraïcus, egyptoloog en assyrioloog. Hij was de eerste hoogleraar Assyriologie in Nederland.

## Biografie
Thierry groeide op in Den Haag; in zijn kerk was H.Th. Obbink werkzaam als predikant. Hij studeerde van 1901-1907 aan de Rijksuniversiteit Leiden bij B.D. Eerdmans, P.D. Chantepie de la Saussaye en J. Speyer theologie, Hebreeuws, Semitische talen, Egyptologie en Sanskriet. In 1907-1908 zette hij zijn studie in de egyptologie en assyriologie voort aan de universiteiten van Leipzig en Berlijn.
In 1913 promoveerde hij in Leiden bij W.B. Kristensen in de theologie op een proefschrift met een Egyptologisch onderwerp: De religieuze beteekenis van het Aegyptische koningschap. I: De titulatuur (uitgegeven bij E.J. Brill, 140 pp.; deel II is nooit verschenen). Kort daarna, op 25 juli 1913 werd hij benoemd tot buitengewoon hoogleraar “Talen en Geschiedenis van Babylonië en Assyrië” in Leiden. Het onderwerp van zijn oratie (op 5 november 1913) was Vorsten uit Oud-Babylonië tijdens de eerste bloeiperiode van de stad Lagaš (uitgegeven bij E.J. Brill, 37 pp.). Op 1 mei 1918 werd zijn aanstelling omgezet in een ordinariaat.
Thierry trouwde op 30 oktober 1908 met Geertruida Johanna Bouman (1879-1943). Hij werd beroepen als predikant bij de Nederlands-Hervormde gemeente te Oosterhout (1908-1912) en Baambrugge (1912-1913). Ook na zijn benoeming tot hoogleraar bleef hij actief in de kerk. Hij was lid van het Oudtestamentisch Werkgezelschap vanaf de oprichting in 1940 en was tot kort voor zijn overlijden actief. Hij werkte mee aan de bijbelvertaling van het Nederlands Bijbelgenootschap. Daarnaast schreef hij belangrijke artikelen in de Eerste Nederlandse Systematisch Ingerichte Encyclopaedie (1947) over Assyrisch-Babylonische literatuur, Egyptische literatuur en het Oude Testament, en in de rubrieken Theologie, Wijsbegeerte en Paedagogiek van de Grote Winkler Prins Encyclopedie (6e druk, 1946). Samen met H.Th. Obbink maakte hij drie studiereizen naar het Nabije Oosten.
Op 30 juni 1927 verwisselde hij de leerstoel Assyriologie, die vanaf dat moment werd bezet door Frans Böhl, voor een leerstoel “Hebreeuwsche Taal- en Letterkunde en Israëlitische Oudheden”. Volgens eigen zeggen doceerde hij “liever de taal van Jesaja dan die van Sanherib”. Vanaf 29 november 1940 omvatte zijn leeropdracht tevens het Aramees. Thierry stond bekend als een zeer goede docent en filoloog met kennis van Hebreeuws, Aramees, Syrisch, Akkadisch, Sanskriet en klassieke talen.
In de jaren 1942-1945 was Thierry ondergedoken wegens zijn verzet tegen de Duitse bezetters. Na zijn emeritaat in 1950 ging hij in Amsterdam wonen. Hij overleed in 1962 en werd begraven bij het Groene Kerkje in Oegstgeest.
- Biografisch Portaal: 86402422
- Gemeinsame Normdatei: 1221821962
- International Standard Name Identifier: 0000 0000 4182 4664
- Library of Congress Control Number: no98073334
- Nationale Bibliotheek van Tsjechië: uk2017961580
- Nederlandse Thesaurus van Auteursnamen: 070317593
- Système universitaire de documentation: 19376573X
- Virtual International Authority File: 63626417